# Oita Trinita 2013
Questa voce raccoglie le informazioni riguardanti l'Oita Trinita nelle competizioni ufficiali della stagione 2013.

## Divise e sponsor
Le divise prodotte dalla Puma vengono riconfermate in questa stagione sia nel loro motivo ornamentale, sia negli sponsor ufficiali (ovvero Coca Cola, Koyou, Net One Systems e Daihatsu).
| Manica sinistra · Manica sinistra · Maglietta · Maglietta · Manica destra · Manica destra · Pantaloncini · Calzettoni | Manica sinistra · Manica sinistra · Maglietta · Maglietta · Manica destra · Manica destra · Pantaloncini · Calzettoni |

## Rosa
| N. |                          | Ruolo | Calciatore       |
| -- | ------------------------ | ----- | ---------------- |
| 1  | Giappone (bandiera)      | P     | Keisuke Shimizu  |
| 2  | Giappone (bandiera)      | D     | Arata Kodama     |
| 3  | Giappone (bandiera)      | D     | Akihiro Sakata   |
| 4  | Giappone (bandiera)      | D     | Yūki Fukaya      |
| 5  | Giappone (bandiera)      | D     | Masashi Wakasa   |
| 6  | Giappone (bandiera)      | C     | Kohei Tokita     |
| 7  | Giappone (bandiera)      | C     | Yuji Kimura      |
| 8  | Giappone (bandiera)      | C     | Hironori Nishi   |
| 9  | Giappone (bandiera)      | A     | Rui Komatsu      |
| 10 | Corea del Sud (bandiera) | A     | Choi Jung-Han    |
| 11 | Giappone (bandiera)      | C     | Shinji Murai     |
| 13 | Giappone (bandiera)      | A     | Daiki Takamatsu  |
| 15 | Giappone (bandiera)      | C     | Takuma Nagayoshi |
| 16 | Giappone (bandiera)      | A     | Takenori Hayashi |

| N. |                          | Ruolo | Calciatore         |
| -- | ------------------------ | ----- | ------------------ |
| 17 | Giappone (bandiera)      | C     | Rei Matsumoto      |
| 18 | Giappone (bandiera)      | D     | Kazumichi Takagi   |
| 19 | Giappone (bandiera)      | D     | Shinji Tsujio      |
| 20 | Giappone (bandiera)      | A     | Yasuhito Morishima |
| 21 | Giappone (bandiera)      | P     | Kenta Tanno        |
| 22 | Corea del Sud (bandiera) | C     | Kim Jung-Hyon      |
| 23 | Giappone (bandiera)      | D     | Yu Yasukawa        |
| 24 | Giappone (bandiera)      | A     | Yu Kijima          |
| 25 | Corea del Sud (bandiera) | P     | Kim Yong-Gwi       |
| 27 | Giappone (bandiera)      | D     | Ken Matsubara      |
| 28 | Giappone (bandiera)      | C     | Hirotaka Tameda    |
| 29 | Giappone (bandiera)      | C     | Masaya Matsumoto   |
| 31 | Giappone (bandiera)      | P     | Naoto Kamifukumoto |
| 32 | Giappone (bandiera)      | C     | Masashi Miyazawa   |

## Calciomercato

### Sessione invernale
| Acquisti | Acquisti           | Acquisti            | Acquisti |
| R.       | Nome               | da                  | Modalità |
| -------- | ------------------ | ------------------- | -------- |
| P        | Kim Yeong-Gi       | Shonan Bellmare     |          |
| D        | Arata Kodama       | Cerezo Osaka        |          |
| D        | Yūki Fukaya        | Omiya Ardija        |          |
| D        | Kazumichi Takagi   | Vissel Kōbe         |          |
| D        | Shinji Tsujio      | Shimizu S-Pulse     |          |
| C        | Yuji Kimura        | Giravanz Kitakyushu |          |
| C        | Rei Matsumoto      | Yokohama F·Marinos  |          |
| C        | Masataka Matsumoto |                     |          |
| A        | Yusuke Goto        | Hoyo Elan Oita      |          |
| A        | Rui Komatsu        | Kawasaki Frontale   |          |

| Cessioni | Cessioni         | Cessioni            | Cessioni |
| R.       | Nome             | a                   | Modalità |
| -------- | ---------------- | ------------------- | -------- |
| D        | Yuji Sakuda      | Montedio Yamagata   |          |
| D        | Naoya Ishigami   | Shonan Bellmare     |          |
| D        | Ryosuke Tada     | Cerezo Osaka        |          |
| D        | Yuji Fujikawa    |                     |          |
| D        | Kim Chang-Hun    | Cerezo Osaka        |          |
| C        | Naoto Noguchi    | Cerezo Osaka        |          |
| C        | Koki Kotegawa    | Giravanz Kitakyushu |          |
| C        | Yudai Inoue      | V-Varen Nagasaki    |          |
| A        | Kazuki Mitsuhira | Shonan Bellmare     |          |
| A        | Lee Dong-Myung   | Daegu               |          |

## Risultati

### Campionato

#### Girone di andata
| Arbitro: | Hamamoto |

|          |           |                           |
| Jung 17’ | Marcatori | 26’ Watanabe 57’ Hasegawa |

| Arbitro: | Ichiro Matsuo |

|           |           |              |
| Okubo 53’ | Marcatori | 28’ Yasukawa |

| Arbitro: | Yamamoto |

|                          |           |                      |
| Marutani 3’ Takamatsu 5’ | Marcatori | 8’ Haraguchi 42’ Abe |

| Arbitro: | Fukushima |

|                            |           |               |
| Kudo 38’, 90+3’ Tanaka 63’ | Marcatori | 53’ Matsumoto |

| Arbitro: | Yoshida |

|  |           |              |
|  | Marcatori | 26’ Tsuchiya |

| Arbitro: | Ryuji Sato |

|                             |           |                                    |
| Takamatsu 25’ Morishima 68’ | Marcatori | 36’ Shibasaki 57’ Nozawa 90’ Osako |

| Arbitro: | Nakamura |

|                        |           |               |
| Nagaki 28’ Kikuchi 55’ | Marcatori | 36’ Morishima |

| Osaka 27 aprile 2013, ore 14:04 UTC+9 | Cerezo Osaka | 0 – 0 referto | Oita Trinita | Nagai Stadium (14 037 spett.)\| Arbitro: \| Hirose \| |
| Arbitro:                              | Hirose       |               |              |                                                       |

| Arbitro: | Murakami |

|                                  |           |                                                     |
| Komatsu 44’ Morishima 89’ (rig.) | Marcatori | 29’ Takahashi 48’ Toyoda 51’ Noda 63’ (aut.) Kodama |

### Coppa Yamazaki Nabisco
| Arbitro: | Takayama |

|            |           |           |
| Hamada 37’ | Marcatori | 29’ Kijma |

| Arbitro: | Iida |

|              |           |                           |
| Marutani 64’ | Marcatori | 1’ Minamino 75’ Yamaguchi |

| Arbitro: | Yamamoto |

|                  |           |               |
| Tulio 69’ (rig.) | Marcatori | 19’ Morishima |

| Oita 24 aprile 2013, ore 19:00 UTC+9 | Oita Trinita | 0 – 0 referto | FC Tokyo | Oita Bank Dome (4 623 spett.)\| Arbitro: \| Iida \| |
| Arbitro:                             | Iida         |               |          |                                                     |